# Ryszard Borowy
Ryszard Kazimierz Borowy, ps. „Odrożyc”, „Żelazny” (ur. 13 maja 1904 w Kuskowie, zm. 2 maja 1977 w Warszawie) – polski działacz partyjny i leśnik, uczestnik podziemia zbrojnego podczas II wojny światowej, podsekretarz stanu w Ministerstwie Lasów (1947) i Ministerstwie Leśnictwa (1947–1949), więzień polityczny w okresie stalinizmu.

## Życiorys
Syn Konstantego i Bronisławy. Uczył się w szkołach w Przasnyszu, następnie prywatnie w okresie I wojny światowej prywatnie, a do 1921 w Liskowie. W 1926 ukończył gimnazjum matematyczno-przyrodnicze w Grudziądzu, po czym odbył roczną służbę wojskową w Szkole Podchorążych Rezerwy Kawalerii w Grudziądzu; uzyskiwał rangi plutonowego podchorążego (1927) i podporucznika rezerwy kawalerii (1934). Od 1927 studiował na Wydziale Matematycznym Uniwersytetu Warszawskiego, przerwał naukę z powodu braku środków. Od 1929 do 1930 referent w Wydziale Budowlanym Urzędu Miejskiego w Grudziądzu, następnie do 1935 studiował na Wydziale Leśnym Szkoły Głównej Gospodarstwa Wiejskiego. Przed wojną pracował jako taksator w Dyrekcjach Lasów Państwowych w Warszawie i Toruniu.
W 1939 uczestniczył w kampanii wrześniowej jako dowódca plutonu w 4 Pułku Strzelców Konnych Ziemi Łęczyckiej. Według części źródeł trafił do niewoli, z której zbiegł w październiku 1939. Od 1940 do 1945 robotnik rolny w Kuskowie, zajmował się też prowadzeniem nauczania dla dzieci robotniczych. Jesienią 1939 wstąpił do Organizacji Wojskowej pod pseudonimem „Odrożyc”, w październiku 1940 został jej komendantem na powiaty ciechanowski, przasnyski i mławski. Gdy OW podporządkowała się Polskiemu Obozowi Narodowo-Syndykalistycznemu, Ryszard Borowy został w nim komendantem podokręgu północnego Mazowsza. Po scaleniu PONS do Narodowych Sił Zbrojnych został pod pseudonimem „Żelazny” dowódcą II grupy Okręgu II Mazowsze Północ NSZ. W jej ramach awansował kolejno na porucznika rezerwy, rotmistrza i majora rezerwy. Zajmował się przygotowywaniem kadry NSZ do walk partyzanckich i działalności dywersyjnej. Był poszukiwany listami gończymi przez Niemców.
W styczniu 1945 zgłosił się do pracy w DLP w Toruniu, został tymczasowym delegatem rządu ds. zabezpieczenia mienia i przygotowania ośrodków pracy w zasobie DLP na obszarze województwa pomorskiego. Tymczasowo kierował także nadleśnictwami Solec i Ruda. W marcu 1945 wstąpił do Polskiej Partii Robotniczej, w 1945 był kierownikiem Wydziału Rolnego, pracownikiem Wydziału Przemysłowego i III sekretarzem Komitetu Wojewódzkiego PPR w Bydgoszczy. W okresie wyborów z 1947 do Sejmu Ustawodawczego pozostawał wojewódzkim pełnomocnikiem partyjnym. Zajmował stanowisko podsekretarza stanu w Ministerstwie Lasów (lipiec – wrzesień 1947) i Ministerstwie Leśnictwa (wrzesień 1947 – wrzesień 1949), zajmował się m.in. programem przebudowy drzewostanów.
W sierpniu 1949 wykluczony z Polskiej Zjednoczonej Partii Robotniczej. W październiku tegoż roku aresztowany przez Urząd Bezpieczeństwa pod sfingowanymi zarzutami szpiegostwa i zdrady stanu. Został skazany na 15 lat więzienia, przetrzymywano go w więzieniach w Warszawie na ul. Rakowieckiej i Barczewie, gdzie zachorował na gruźlicę płuc. W 1956 został zrehabilitowany i wypuszczony na wolność. Pomiędzy 1956 a 1972 pracował kolejno w Zakładzie Ekonomiki i Zakładzie Hodowli Lasu Instytutu Badawczego Leśnictwa, po czym przeszedł na emeryturę.
Był żonaty z Zofią z Ossowskich, nauczycielką języka angielskiego, także związaną z Narodowymi Siłami Zbrojnymi. Wieloletni członek Polskiego Towarzystwa Leśnego. Został pochowany w rodzinnym grobie w Czernicach Borowych.

## Odznaczenia
Odznaczony Srebrnym Krzyżem Zasługi (1946) i Złotą Odznaką Związkową za pracę zawodową i społeczną (1947)